# Siracusa vasútállomás
Siracusa egy vasútállomás Olaszországban, Szicília régióban, Siracusa megyében, Siracusa településen. Forgalma alapján az olasz vasútállomás-kategóriák közül az ezüst kategóriába tartozik.

## Vasútvonalak
Az állomást az alábbi vasútvonalak érintik:
- Messina-Siracusa-vasútvonal
- Caltanissetta Xirbi-Gela-Siracusa-vasútvonal